# Piatro Hlebka

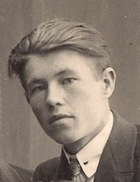
Piatro Hlebka

Piatro Fiodarawicz Hlebka (biał. Пятро Фёдаравіч Глебка, ur. 23 czerwca?/6 lipca 1905 we wsi Wialikaja Usa w obwodzie mińskim, zm. 18 grudnia 1969) – białoruski poeta, tłumacz i językoznawca.

## Życiorys
W 1930 ukończył Białoruski Uniwersytet Państwowy. W latach 30. pracował w pismach "Uzwyszsza", "Połymia rewalucyi" i gazecie "Kałhasnik Biełarusi" oraz jako konsultant literacki przy Związku Pisarzy Białoruskiej SRR. Publikować zaczął w 1924, w 1927 opublikował zbiór liryki "Szypszyna". Tworzył liryki społeczne i patriotyczne oraz poematy dramatyczne (Nad Białorozaj — rakoj, wyst. 1940). Tłumaczył również literaturę rosyjską (Puszkina, Lermontowa, Gorkiego, Majakowskiego, Prokofjewa, Surkowa) i ukraińską (Szewczenkę, Rylskiego, Bażana). Podczas wojny ZSRR z Niemcami pracował w gazetach frontowych, a po wojnie w Akademii Nauk Białoruskiej SRR - w Instytucie Literatury, Języka i Sztuki (w którym kierował grupą mającą ułożyć słownik rosyjsko-białoruski), 1952-1956 kierował tam sektorem leksykografii, w 1957 został dyrektorem Instytutu Językoznawstwa, 1958-1967 był dyrektorem Instytutu Historii Sztuki, Etnografii i Folkloru Akademii Nauk Białoruskiej SRR, następnie 1967-1969 akademikiem-sekretarzem Wydziału Nauk Społecznych Akademii Nauk Białoruskiej SRR. W latach 1955–1967 był deputowanym do Rady Najwyższej Białoruskiej SRR. Polski przekład jego wierszy ukazał się w 1978 w "Antologii poezji białoruskiej".

## Odznaczenia
- Order Lenina (1965)
- Order Czerwonego Sztandaru Pracy (dwukrotnie - 1949 i 1955)
- Order Czerwonej Gwiazdy (1943)
- Order „Znak Honoru” (1939)

I medale.